# Großer Preis von Deutschland 2006
Der Große Preis von Deutschland 2006 (offiziell Formel 1 Grosser Mobil 1 Preis von Deutschland 2006) fand am 30. Juli auf dem Hockenheimring in Hockenheim statt und war das zwölfte Rennen der Formel-1-Weltmeisterschaft 2006.

## Bericht

### Hintergründe
Nach dem Großen Preis von Frankreich führte Fernando Alonso in der Fahrerwertung mit 17 Punkten vor Michael Schumacher und mit 50 Punkten vor Giancarlo Fisichella. In der Konstrukteurswertung führte Renault mit 21 Punkten vor Ferrari und mit 71 Punkten vor McLaren-Mercedes.
Das Grand-Prix-Wochenende begann mit einer Kontroverse, als das von Renault eingebaute Massendämpfersystem von den von der FIA ernannten Stewards als legal eingestuft wurde, obwohl die FIA die Verwendung dieser Vorrichtungen untersagt hatte. Die FIA legte gegen die Entscheidung der Stewards Berufung ein, doch Renault zog das System nach dem Freitagstraining zurück.
Vor dem Rennwochenende gab es einen Fahrerwechsel: Sakon Yamamoto ersetzte bei Super Aguri den Franzosen Franck Montagny und gab damit sein Formel-1-Debüt.

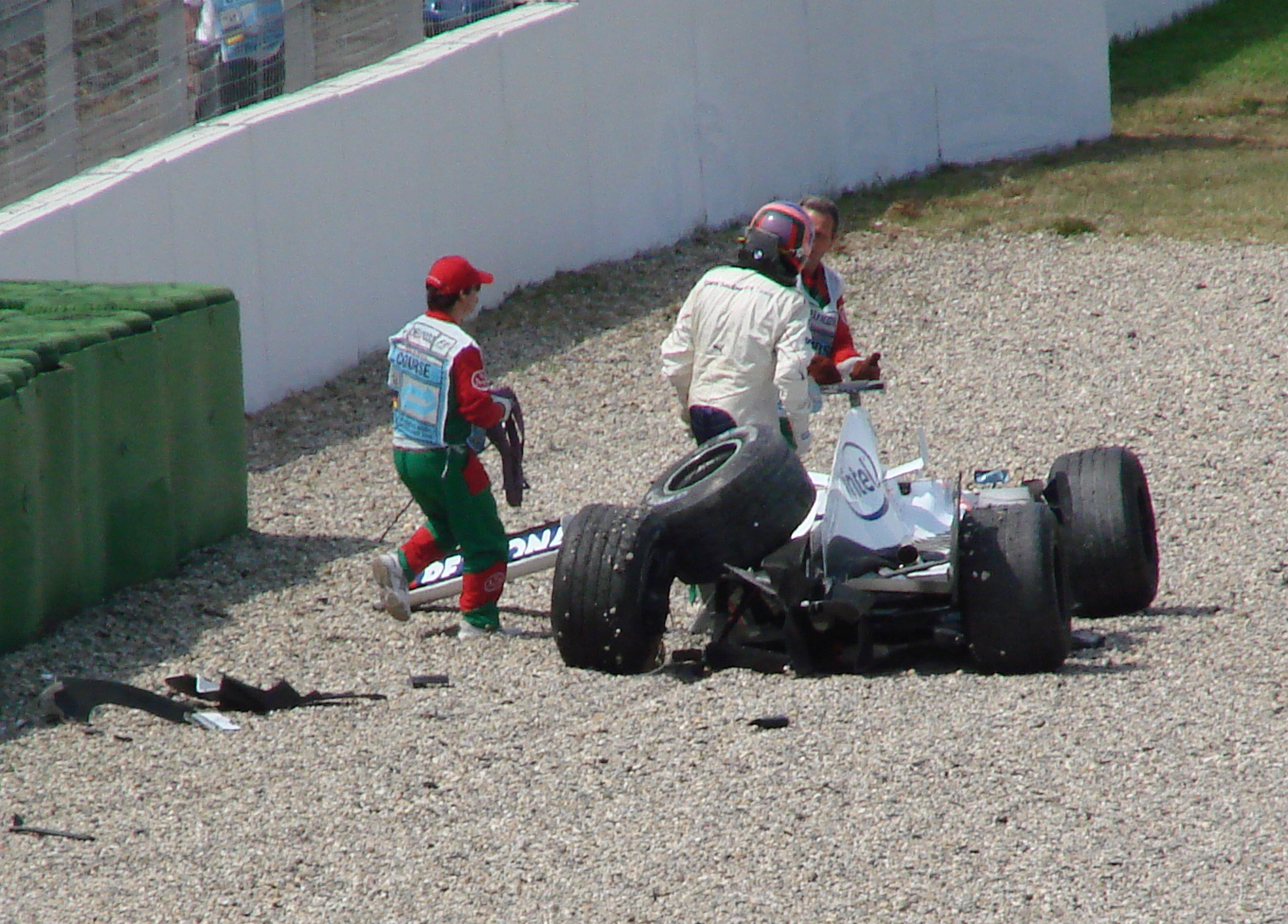
Jacques Villeneuve bei seinem letzten Formel-1-Rennen

Für den Weltmeister von 1997, Jacques Villeneuve, sollte es das letzte Grand Prix-Wochenende werden.
Mit Michael Schumacher (dreimal), Alonso, Ralf Schumacher und Rubens Barrichello (jeweils einmal) traten vier ehemalige Sieger zu diesem Grand Prix an.

### Training
Die letzten sechs Teams der Konstrukteursmeisterschaft 2005 waren berechtigt am Freitag im freien Training ein drittes Auto einzusetzen, selbiges galt für das neue elfte Team Super Aguri. Diese Fahrer fuhren am Freitag, traten aber weder im Qualifying noch im Rennen an. Alexander Wurz (Williams), Anthony Davidson (Honda), Robert Doornbos (Red Bull), Robert Kubica (BMW Sauber), Markus Winkelhock (Spyker) und Neel Jani (Toro Rosso) nahmen in dieser Funktion an den Freitagstrainings teil.
Im ersten freien Training fuhr Wurz mit 1:16,349 Minuten die schnellste Runde vor Davidson und Kubica.
Im zweiten freien Training war Kubica dann Schnellster mit 1:16,225 Minuten, gefolgt von Michael Schumacher und Doornbos.
Im dritten freien Training platzierte sich Christian Klien mit 1:15,628 Minuten ganz vorne. Zweiter wurde Jenson Button, Dritter Barrichello.

### Qualifying
Das Qualifying wurde in drei Qualifikationsabschnitten ausgetragen. In den beiden ersten schieden die jeweils sechs langsamsten Fahrer aus, im letzten wurde um die Pole-Position gefahren.
Kimi Räikkönen holte sich überraschend die Pole-Position vor den beiden Ferrari von Michael Schumacher und Felipe Massa. Für Räikkönen war es die neunte Pole seiner Karriere.
Im ersten Qualifikationsabschnitt (Q1) schieden Vitantonio Liuzzi, die beiden Midland, beide Super Aguri und Scott Speed (ohne Zeit) aus.

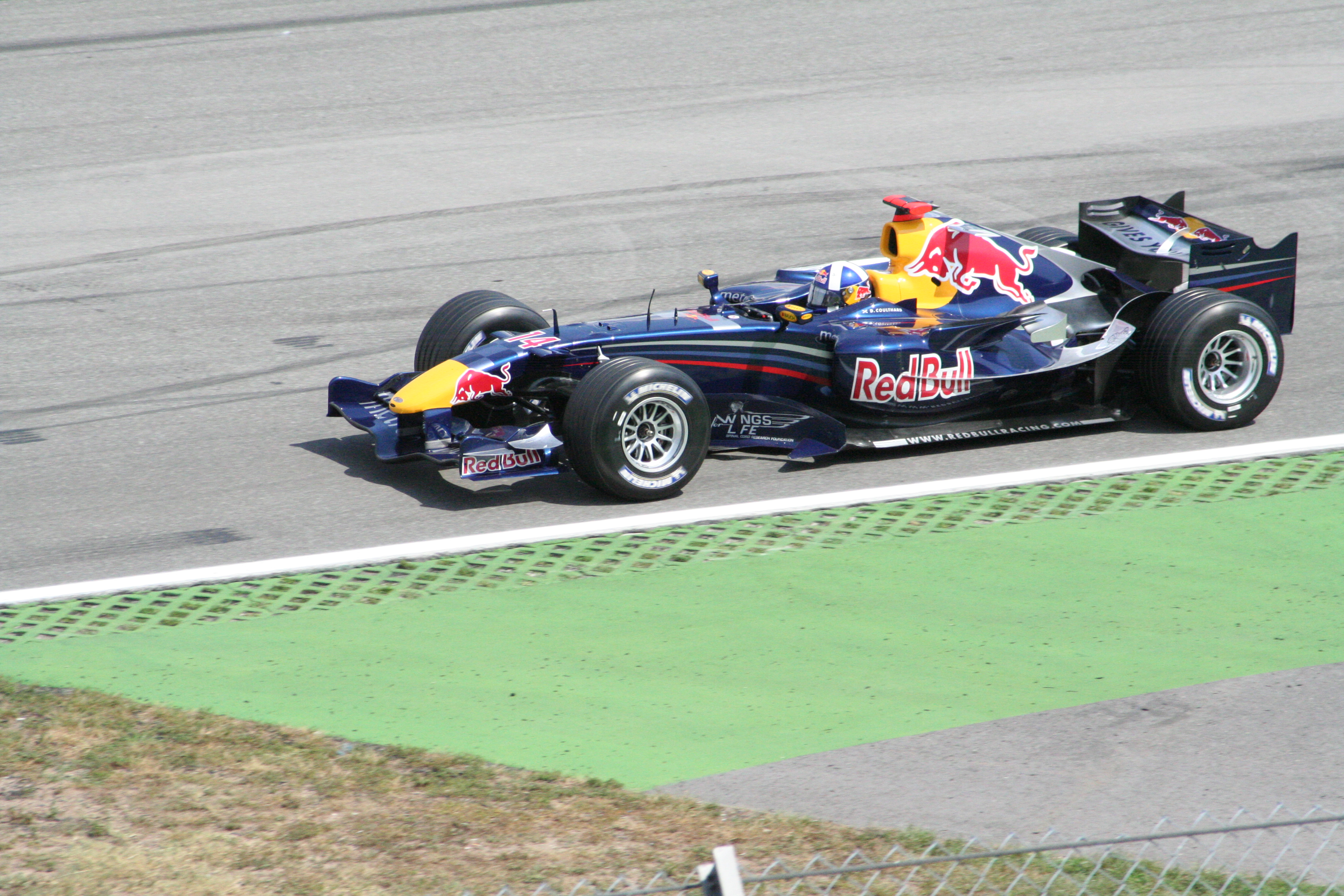
David Coulthard im Red Bull

Im zweiten Qualifikationsabschnitt (Q2) schieden dann beide Williams, Klien, Jarno Trulli und die beiden BMW Sauber aus.

### Rennen
Die Pole-Position von Räikkönen erwies sich als künstlich, da der McLaren vor dem Qualifying versehentlich nicht genug Benzin getankt hatte wie ursprünglich geplant. Im Rennen war Räikkönen daher nach seinem frühen Boxenstopp in der zehnten Runde nicht mehr in der Lage, an der Spitze mitzufahren, so dass der Weg für Ferrari frei war, einen dominanten Doppelsieg einzufahren. Renault war im Rennen nicht konkurrenzfähig genug. Es war das erste Mal im Jahr 2006, dass keines ihrer Autos das Rennen auf dem Podium beendete.
Schlussendlich gewann Michael Schumacher vor Massa und Räikkönen. Die restlichen Punkteränge belegten Jenson Button, Alonso, Fisichella, Trulli und Klien.
Yamamoto startete in seinem ersten Rennen aus der Boxengasse, nachdem er nach dem Qualifying das Chassis gewechselt hatte. Er war nicht der Einzige, der nach dem Qualifying das Chassis wechseln musste, denn sowohl Trulli als auch Christijan Albers mussten den Motor wechseln, was ihnen einen Zehn-Plätze-Strafen einbrachte. Ein Albtraum-Wochenende für Albers wurde mit seiner Disqualifikation und der seines Teamkollegen Tiago Monteiro gekrönt, als die beiden Midland nach dem Rennen aus der Wertung genommen wurden, weil sie unerlaubterweise die Heckflügel verbogen hatten.
In der Fahrerwertung verkürzte Michael Schumacher den Rückstand auf Alonso weiter auf noch elf Punkte. Massa war neuer Dritter. In der Konstrukteurswertung konnte Ferrari ebenfalls den Rückstand auf Renault verkürzen. McLaren-Mercedes blieb auf Platz drei.

## Meldeliste
| Team                              | Nr. | Fahrer               | Chassis          | Motor                | Reifen |
| --------------------------------- | --- | -------------------- | ---------------- | -------------------- | ------ |
| Mild Seven Renault F1 Team        | 01  | Fernando Alonso      | Renault R26      | Renault 2.4 V8       | M      |
| Mild Seven Renault F1 Team        | 02  | Giancarlo Fisichella | Renault R26      | Renault 2.4 V8       | M      |
| Team McLaren Mercedes             | 03  | Kimi Räikkönen       | McLaren MP4-21   | Mercedes-Benz 2.4 V8 | M      |
| Team McLaren Mercedes             | 04  | Pedro de la Rosa     | McLaren MP4-21   | Mercedes-Benz 2.4 V8 | M      |
| Scuderia Ferrari Marlboro         | 05  | Michael Schumacher   | Ferrari 248 F1   | Ferrari 2.4 V8       | B      |
| Scuderia Ferrari Marlboro         | 06  | Felipe Massa         | Ferrari 248 F1   | Ferrari 2.4 V8       | B      |
| Panasonic Toyota Racing           | 07  | Ralf Schumacher      | Toyota TF106B    | Toyota 2.4 V8        | B      |
| Panasonic Toyota Racing           | 08  | Jarno Trulli         | Toyota TF106B    | Toyota 2.4 V8        | B      |
| Williams F1 Team                  | 09  | Mark Webber          | Williams FW28    | Cosworth 2.4 V8      | B      |
| Williams F1 Team                  | 10  | Nico Rosberg         | Williams FW28    | Cosworth 2.4 V8      | B      |
| Williams F1 Team                  | 35  | Alexander Wurz       | Williams FW28    | Cosworth 2.4 V8      | B      |
| Lucky Strike Honda Racing F1 Team | 11  | Rubens Barrichello   | Honda RA106      | Honda 2.4 V8         | M      |
| Lucky Strike Honda Racing F1 Team | 12  | Jenson Button        | Honda RA106      | Honda 2.4 V8         | M      |
| Lucky Strike Honda Racing F1 Team | 36  | Anthony Davidson     | Honda RA106      | Honda 2.4 V8         | M      |
| Red Bull Racing                   | 14  | David Coulthard      | Red Bull RB2     | Ferrari 2.4 V8       | M      |
| Red Bull Racing                   | 15  | Christian Klien      | Red Bull RB2     | Ferrari 2.4 V8       | M      |
| Red Bull Racing                   | 37  | Robert Doornbos      | Red Bull RB2     | Ferrari 2.4 V8       | M      |
| BMW Sauber F1 Team                | 16  | Nick Heidfeld        | BMW Sauber F1.06 | BMW 2.4 V8           | M      |
| BMW Sauber F1 Team                | 17  | Jacques Villeneuve   | BMW Sauber F1.06 | BMW 2.4 V8           | M      |
| BMW Sauber F1 Team                | 38  | Robert Kubica        | BMW Sauber F1.06 | BMW 2.4 V8           | M      |
| Spyker MF1 Team                   | 18  | Tiago Monteiro       | Midland M16      | Toyota 2.4 V8        | B      |
| Spyker MF1 Team                   | 19  | Christijan Albers    | Midland M16      | Toyota 2.4 V8        | B      |
| Spyker MF1 Team                   | 39  | Markus Winkelhock    | Midland M16      | Toyota 2.4 V8        | B      |
| Scuderia Toro Rosso               | 20  | Vitantonio Liuzzi    | Toro Rosso STR1  | Cosworth 3.0 V10     | M      |
| Scuderia Toro Rosso               | 21  | Scott Speed          | Toro Rosso STR1  | Cosworth 3.0 V10     | M      |
| Scuderia Toro Rosso               | 40  | Neel Jani            | Toro Rosso STR1  | Cosworth 3.0 V10     | M      |
| Super Aguri Formula 1             | 22  | Takuma Satō          | Super Aguri SA06 | Honda 2.4 V8         | B      |
| Super Aguri Formula 1             | 23  | Sakon Yamamoto       | Super Aguri SA06 | Honda 2.4 V8         | B      |

Anmerkungen
1. 1 2 3 4 5 6  Nahm nur an den Freitagstrainings teil.

## Klassifikationen

### Qualifying
| Pos. | Fahrer               | Konstrukteur        | Q1         | Q2       | Q3       | Start |
| ---- | -------------------- | ------------------- | ---------- | -------- | -------- | ----- |
| 01   | Kimi Räikkönen       | McLaren-Mercedes    | 1:15,214   | 1:14,410 | 1:14,070 | 01    |
| 02   | Michael Schumacher   | Ferrari             | 1:14,904   | 1:13,778 | 1:14,205 | 02    |
| 03   | Felipe Massa         | Ferrari             | 1:14,412   | 1:14,094 | 1:14,569 | 03    |
| 04   | Jenson Button        | Honda               | 1:15,869   | 1:14,378 | 1:14,862 | 04    |
| 05   | Giancarlo Fisichella | Renault             | 1:15,916   | 1:14,540 | 1:14,894 | 05    |
| 06   | Rubens Barrichello   | Honda               | 1:15,757   | 1:14,652 | 1:14,934 | 06    |
| 07   | Fernando Alonso      | Renault             | 1:15,518   | 1:14,746 | 1:15,282 | 07    |
| 08   | Ralf Schumacher      | Toyota              | 1:15,789   | 1:14,743 | 1:15,923 | 08    |
| 09   | Pedro de la Rosa     | McLaren-Mercedes    | 1:15,655   | 1:15,021 | 1:15,936 | 09    |
| 10   | David Coulthard      | Red Bull-Ferrari    | 1:15,836   | 1:14,826 | 1:16,326 | 10    |
| 11   | Mark Webber          | Williams-Cosworth   | 1:15,719   | 1:15,094 | –        | 11    |
| 12   | Christian Klien      | Red Bull-Ferrari    | 1:15,816   | 1:15,141 | –        | 12    |
| 13   | Jarno Trulli         | Toyota              | 1:15,430   | 1:15,150 | –        | 20    |
| 14   | Jacques Villeneuve   | BMW Sauber          | 1:16,281   | 1:15,329 | –        | 13    |
| 15   | Nico Rosberg         | Williams-Cosworth   | 1:16,183   | 1:15,380 | –        | 14    |
| 16   | Nick Heidfeld        | BMW Sauber          | 1:16,234   | 1:15,397 | –        | 15    |
| 17   | Vitantonio Liuzzi    | Toro Rosso-Cosworth | 1:16,399   | –        | –        | 16    |
| 18   | Christijan Albers    | MF1 Racing          | 1:17,093   | –        | –        | 21    |
| 19   | Takuma Satō          | Super Aguri-Honda   | 1:17,185   | –        | –        | 17    |
| 20   | Tiago Monteiro       | MF1 Racing          | 1:17,836   | –        | –        | 18    |
| 21   | Sakon Yamamoto       | Super Aguri-Honda   | 1:20,444   | –        | –        | Box   |
| 22   | Scott Speed          | Toro Rosso-Cosworth | keine Zeit | –        | –        | 19    |

Anmerkungen
1. ↑  Trulli erhielt aufgrund eines Motorenwechsels eine Startplatzstrafe von zehn Plätzen.
2. ↑  Albers erhielt aufgrund eines Motorenwechsels eine Startplatzstrafe von zehn Plätzen.
3. ↑  Yamamoto musste aus der Boxengasse starten, da an seinem Wagen ein Chassiswechsel unter Parc-fermé-Bedingungen vorgenommen wurde.
4. ↑  Speed wurde erlaubt zu starten, da er im freien Training ausreichend schnell gefahren war.

### Rennen
| Pos. | Fahrer               | Konstrukteur        | Runden | Zeit        | Start | Schnellste Runde |
| ---- | -------------------- | ------------------- | ------ | ----------- | ----- | ---------------- |
| 01   | Michael Schumacher   | Ferrari             | 67     | 1:27:51,693 | 02    | 1:16,357 (17.)   |
| 02   | Felipe Massa         | Ferrari             | 67     | + 0,720     | 03    | 1:16,392 (18.)   |
| 03   | Kimi Räikkönen       | McLaren-Mercedes    | 67     | + 13,206    | 01    | 1:16,475 (04.)   |
| 4    | Jenson Button        | Honda               | 67     | + 18,898    | 04    | 1:16,818 (14.)   |
| 5    | Fernando Alonso      | Renault             | 67     | + 23,707    | 07    | 1:17,256 (66.)   |
| 6    | Giancarlo Fisichella | Renault             | 67     | + 24,814    | 05    | 1:16,981 (18.)   |
| 7    | Jarno Trulli         | Toyota              | 67     | + 26,544    | 20    | 1:16,807 (48.)   |
| 8    | Christian Klien      | Red Bull-Ferrari    | 67     | + 48,131    | 12    | 1:17,719 (49.)   |
| 9    | Ralf Schumacher      | Toyota              | 67     | + 1:00,351  | 8     | 1:16,763 (64.)   |
| 10   | Vitantonio Liuzzi    | Toro Rosso-Cosworth | 66     | + 1 Runde   | 16    | 1:17,407 (51.)   |
| 11   | David Coulthard      | Red Bull-Ferrari    | 66     | + 1 Runde   | 10    | 1:17,811 (24.)   |
| 12   | Scott Speed          | Toro Rosso-Cosworth | 66     | + 1 Runde   | 19    | 1:17,450 (50.)   |
| –    | Mark Webber          | Williams-Cosworth   | 59     | DNF         | 11    | 1:16,812 (43.)   |
| –    | Takuma Satō          | Super Aguri-Honda   | 38     | DNF         | 17    | 1:19,413 (26.)   |
| –    | Jacques Villeneuve   | BMW Sauber          | 30     | DNF         | 13    | 1:18,904 (29.)   |
| –    | Rubens Barrichello   | Honda               | 18     | DNF         | 06    | 1:18,029 (16.)   |
| –    | Nick Heidfeld        | BMW Sauber          | 9      | DNF         | 15    | 1:19,264 (03.)   |
| –    | Pedro de la Rosa     | McLaren-Mercedes    | 2      | DNF         | 09    | 1:19,649 (02.)   |
| –    | Sakon Yamamoto       | Super Aguri-Honda   | 1      | DNF         | Box   | –                |
| –    | Nico Rosberg         | Williams-Cosworth   | 0      | DNF         | 14    | –                |
| DSQ  | Christijan Albers    | MF1 Racing          | 66     | + 1 Runde   | 21    | 1:18,247 (35.)   |
| DSQ  | Tiago Monteiro       | MF1 Racing          | 65     | + 1 Runde   | 18    | 1:18,718 (46.)   |

Anmerkungen
1. 1 2  Albers und Monteiro wurden aufgrund illegaler Heckflügel nachträglich disqualifiziert.

## WM-Stände nach dem Rennen
Die ersten acht des Rennens bekamen 10, 8, 6, 5, 4, 3, 2 bzw. 1 Punkt(e).

### Fahrerwertung
| Pos. | Fahrer               | Konstrukteur     | Punkte |
| ---- | -------------------- | ---------------- | ------ |
| 01   | Fernando Alonso      | Renault          | 100    |
| 02   | Michael Schumacher   | Ferrari          | 89     |
| 03   | Felipe Massa         | Ferrari          | 50     |
| 04   | Giancarlo Fisichella | Renault          | 49     |
| 05   | Kimi Räikkönen       | McLaren-Mercedes | 49     |
| 06   | Juan Pablo Montoya   | McLaren-Mercedes | 26     |
| 07   | Jenson Button        | Honda            | 21     |
| 08   | Rubens Barrichello   | Honda            | 16     |
| 09   | Ralf Schumacher      | Toyota           | 13     |
| 10   | Nick Heidfeld        | BMW Sauber       | 13     |
| 11   | David Coulthard      | Red Bull-Ferrari | 10     |
| 12   | Jarno Trulli         | Toyota           | 10     |
| 13   | Jacques Villeneuve   | BMW Sauber       | 7      |

| Pos. | Fahrer            | Konstrukteur        | Punkte |
| ---- | ----------------- | ------------------- | ------ |
| 14   | Mark Webber       | Williams-Cosworth   | 6      |
| 15   | Nico Rosberg      | Williams-Cosworth   | 4      |
| 16   | Pedro de la Rosa  | McLaren-Mercedes    | 2      |
| 17   | Christian Klien   | Red Bull-Ferrari    | 2      |
| 18   | Vitantonio Liuzzi | Toro Rosso-Cosworth | 1      |
| 19   | Scott Speed       | Toro Rosso-Cosworth | 0      |
| 20   | Christijan Albers | MF1 Racing          | 0      |
| 21   | Tiago Monteiro    | MF1 Racing          | 0      |
| 22   | Takuma Satō       | Super Aguri-Honda   | 0      |
| 23   | Yūji Ide          | Super Aguri-Honda   | 0      |
| 24   | Franck Montagny   | Super Aguri-Honda   | 0      |
| –    | Sakon Yamamoto    | Super Aguri-Honda   | 0      |

### Konstrukteurswertung
| Pos. | Konstrukteur     | Punkte |
| ---- | ---------------- | ------ |
| 01   | Renault          | 149    |
| 02   | Ferrari          | 139    |
| 03   | McLaren-Mercedes | 77     |
| 04   | Honda            | 37     |
| 05   | Toyota           | 23     |
| 06   | BMW Sauber       | 20     |

| Pos. | Konstrukteur        | Punkte |
| ---- | ------------------- | ------ |
| 07   | Red Bull-Ferrari    | 12     |
| 08   | Williams-Cosworth   | 10     |
| 09   | Toro Rosso-Cosworth | 1      |
| 10   | MF1 Racing          | 0      |
| 11   | Super Aguri-Honda   | 0      |